# Chaetonotus multisetosus
Chaetonotus multisetosus är en djurart som tillhör fylumet bukhårsdjur, och som beskrevs av Preobrajensksja 1926. Chaetonotus multisetosus ingår i släktet Chaetonotus och familjen Chaetonotidae. Inga underarter finns listade i Catalogue of Life.